# Julie Cox
Julie Cox (Ely, Cambridgeshire, 24 de abril de 1973) es una actriz inglesa.

## Biografía
Cox nació en la ciudad de Ely, del Condado de Cambridgeshire, en Inglaterra el 24 de abril de 1973. Pero sus primeros años de vida los vivió en las Highlands de Escocia. 
Habiendo nacido en el Reino Unido, desde los seis años de edad viajó extensamente por el mundo. Su padre era ingeniero, y debido a su trabajo en la industria del petróleo la familia cambiaba de residencia cada pocos años; la madre irlandesa-escocesa murió cuando ella era muy joven. Junto con su padre, su hermano mayor y su hermana menor vivieron en Indonesia, Australia, el Medio Oriente, Francia y Estados Unidos.
Por éste motivo estudió en Yakarta, Melbourne, Houston y Malasia (tan solo en Asia estudió en dieciséis escuelas diferentes). Habla fluídamente el francés aparte de su lengua natal, el inglés; y domina la lengua de señas.
A los trece años de edad comenzó a interesarse por la actuación empezó sus estudios de arte dramático en una escuela de Yakarta, Indonesia. Después de graduarse de secundaria, se mudó de Melbourne a Londres con dieciocho años para vivir con sus abuelos y así poder estudiar actuación a nivel superior. Tras aparecer en un comercial para televisión le empezaron a llegar ofertas profesionales. Al mismo tiempo se perfeccionaba en un taller de teatro de París.
El primer trabajo de Julie Cox como actriz de televisión fue en la producción Une maman dans la ville; una película para televisión francesa, estrenada en ese país el 27 de mayo de 1992.
Desde entonces ha trabajado en una gran cantidad de producciones, la mayoría de ellas miniseries y telefilms para las televisiones del Reino Unido y Francia; una gran parte de ellas han sido producciones de época, especialmente de las que recrean el siglo XIX. También ha hecho algunas incursiones en el cine.
Cox es más recordada por su papel de la Princesa Irulan Corrino en las miniseries de televisión Dune del 2000, e Hijos de Dune (del 2003). Este personaje es el que le ha dado mayor proyección internacional debido al éxito de las series. El hecho de que el personaje de Irulan fuera reforzado en la trama de las versiones televisivas, y la excelente actuación de Cox, hicieron que Irulan se convirtiera casi en la protagonista femenina principal; y muchos fanes consideran que Julie es la que mejor se ha adaptado al perfil del personaje.
Otro papel destacado de Cox fue como La Emperatriz Infantil en la película The NeverEnding Story III de 1994. En 1996 protagonizó una película de televisión estadounidense Princess in Love en el papel de Lady Di, producción sobre el romance en la vida real entre la princesa y su antiguo amante James Hewitt (película basada en el libro del propio Hewitt).
También hizo una incursión en el cine de acción, al participar en 2006 en Second in Command; una película protagonizada por Jean-Claude Van Damme. Después Cox trabajó en otras películas, entre ellas Los crímenes de Oxford (una coproducción hispano-británica dirigida por Álex de la Iglesia).